# SAGA GIS
 SAGA  (acrònim anglès de  System for Automated Geoscientific Analyse  o  Sistema per Anàlisi Automatitzats Geocientífics  en català) és un programari híbrid d'informació geogràfica (vegeu Sistemes d'Informació Geogràfica).
El primer objectiu de SAGA és donar una plataforma eficaç i fàcil per a la posada en pràctica de mètodes geocientífics mitjançant la seva interfície de programació (API). El segon és fer aquests mètodes accessibles d'una manera fàcil. Això s'aconsegueix principalment mitjançant la seva interfície gràfica d'usuari (GUI). Junts, API I GUI són el veritable potencial de SAGA: un sistema cada vegada més gran i ràpid de mètodes geocientífics.